# Religione ufologica
Per religione ufologica si intende una religione che crede nell'esistenza di entità extraterrestri che visitano la Terra mediante gli UFO e sono capaci di intervenire nella storia dell'umanità. In genere gli aderenti a queste religioni credono che gli extraterrestri siano evoluti, benevoli ed interessati al benessere della specie umana e ritengono che la cultura, la tecnologia e la spiritualità degli extraterrestri permetteranno all'umanità di superare i problemi ecologici, sociali e spirituali che la affliggono. Essi pensano anche che problemi come la povertà, l'odio, la guerra e il fanatismo potranno essere risolti con l'aiuto degli extraterrestri.
Questi sistemi di credenze sono stati descritti nelle loro prospettiva come millenaristi. In genere queste religioni hanno un carattere settario. Le radici delle religioni ufologiche sono costituite dalla fantascienza, dall'ufologia e da alcuni aspetti della sottocultura ufologica come le storie sui rapimenti alieni. Alcune di queste religioni condividono credenze del cristianesimo dandone una nuova interpretazione (come l'idea che gli angeli e Gesù Cristo sono di origine extraterrestre), altre si rifanno a concetti e tecniche di certe religioni orientali come il buddismo o di correnti esoteriche come la teosofia.
Le religioni ufologiche si sono sviluppate soprattutto in alcune nazioni come USA, Canada, Regno Unito, Francia e Giappone, dove la società è tecnologicamente avanzata, ma anche in Italia si sta diffondendo questo tipo di religione. Alcune di queste religioni sono nate negli anni cinquanta ad opera di sedicenti contattati dagli extraterrestri, altre sono nate negli anni settanta.
Tra le più note religioni ufologiche vi è il Movimento raeliano.
Secondo la teoria degli antichi astronauti peraltro tutte le religioni tradizionali (religioni abramitiche, religioni indiane, religioni taoiche) sarebbero originate da contatti alieni. Per le nuove religioni vi è dibattito se Scientology possa essere considerata una religione ufologica.

## Lista parziale di religioni ufologiche
- Movimento raeliano
- Heaven's Gate